# William Reid
Pour les articles homonymes, voir Reid.
William Reid, est un militaire et météorologue, né à Kinglassie comté de Fife en Écosse le 25 avril 1791 et mort le 31 octobre 1858 à Londres. 

## Biographie
Il entre au Royal Military Academy de Woolwich en 1806 pour devenir second lieutenant dans les Royal Engineers à sa sortie en 1809. Il est d'abord en poste dans la péninsule Ibérique sous Wellington. En 1831, il est envoyé à la Barbade, après qu'un ouragan l'ait dévastée le 10 août, pour la reconstruction. Son intérêts pour ces tempêtes est alors éveillé et il commence à collecter des données sur les trajectoires de ces tempêtes dans les deux hémisphères en collaboration avec William Redfield.
En 1834, de retour en Angleterre, il écrit les résultats de ses recherches dans le livre An Attempt to develop the Law of Storms by means of Facts, arranged according to Place and Time, and hence to point out a Cause of the Variable Winds qu'il fait publier en 1838. Ce livre est réédité plusieurs fois et traduit en plusieurs langues.
En janvier 1839, il est nommé gouverneur de La Barbade où il cherche à améliorer les conditions économiques et sociales. Il est président du comité exécutif de la Great Exhibition (1851) de Londres et est fait chevalier pour ses services. En 1851, il est nommé gouverneur et commandant-en-chef de Malte où il poursuit le même type de gouvernement qu'à La Barbade. Dans ces deux endroits, il fait mettre, entre autres, des baromètres dans les endroits publics pour avertir de la venue des tempêtes.